# Koleszterin-7-α-hidroxiláz
A koleszterin-7-α-hidroxiláz, más néven koleszterin-7-α-monooxigenáz vagy citokróm P450 7A1 (CYP7A1) a CYP7A1 gén által kódolt enzim, mely fontos a koleszterinmetabolizmusban. Citokróm P450-enzim, mely oxidoreduktázként a koleszterint 7-α-hidroxikoleszterinné alakítja, ami az epesavszintézis sebességmeghatározó első lépése.
A koleszterin-7-α-hidroxiláz gátlása csökkenti az epesav-bioszintézist.

## Evolúció
Szekvencia-összehasonlítások nagy hasonlóságot mutattak ki a humán és a bakteriális citokróm P450 közt, ezek alapján a citokróm P450-szupercsalád először mintegy 3 milliárd évvel ezelőtt alakult ki.
A citokróm P450-szupercsaládot 1961-ben nevezték el a 450 nm-es spektrális csúcsról, melyet a szén-monoxidhoz kötött redukált fehérje mutatott. Az 1960-as évek elejé a P450-et egy enzimnek gondolták, és az 1960-as évek közepére összefüggésbe hozták a gyógyszer- és szteroidmetabolizmussal.
Azonban az enzimrendszer membránasszociált és hidrofób természete gátolta a tisztítását, és számos fehérjét nem vettek figyelembe. Az mRNS-tisztítás fejlődése az 1980-as évek elején lehetővé tette az első teljes citokróm P450-et kódoló cDNS-t, és ezután sok klónozási tanulmány sok eltérő enzimet mutatott ki.
A molekuláris biológia és a genomika fejlődése megkönnyítette az egyes P450-enzimek biokémiai jellemzését:
- A citokróm P450 számos eltérő endogén kismolekulás szubsztrátot oxidál, peroxidál vagy redukál. Azonosított szubsztrátok például telített és telítetlen zsírsavak, eikozanoidok, szterolok, szteroidok, epesavak, D3-vitamin-származékok, retinoidok és az uroporfirinogének.[3]
- Sok citokróm P450-enzim metabolizál különböző exogén vegyületeket, például gyógyszereket, környezeti, szennyező- és növényi anyagokat.[3]
- Az idegen vegyületek metabolizmusa gyakran megszünteti mérgező hatásukat. Azonban a P450-enzimek mérgező metabolitokat is termelhetnek, növelve a rák, a születési hibák és más hatások kockázatát.
- Sok P450-enzim expresszióját egy szubsztrát felgyülemlése okoz.
- Egy P450-szubsztrát egy másik koncentrációjának változtatására való képessége gyógyszerközi kölcsönhatásokat okoz, nehezítve a kezelést.[3]

## Molekulaszerkezet
A koleszterin-7-α-hidroxiláz 491 aminosavból áll, melyek 23 α-hélixet és 26 β-redőt alkotnak.

A koleszterin-7-α-hidroxiláz forgása

## Funkció
A koleszterin-7-α-hidroxiláz a koleszterin 7. szénatomját molekuláris oxigénnel oxidáló citokróm P450-enzim, oxidoreduktáz. A CYP7A1 az endoplazmatikus retikulumban (ER) található, és fontos az epesavszintézisben és a koleszterinszint-szabályzásban.

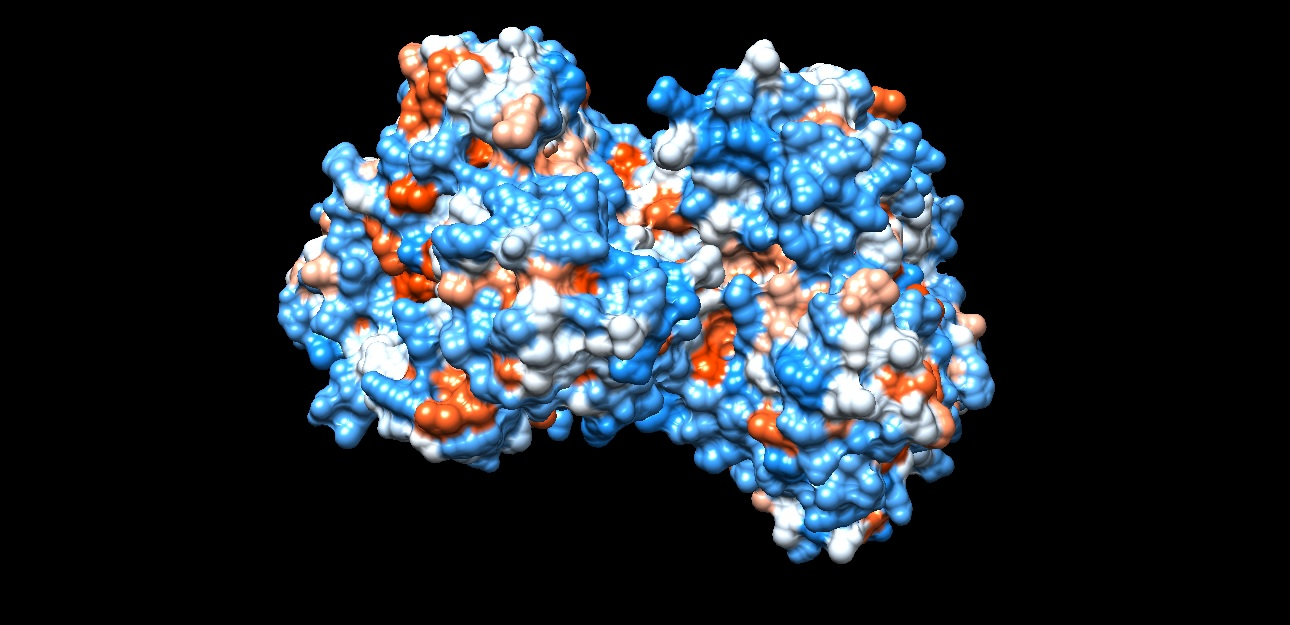
A koleszterin-7-α-hidroxiláz hidrofób szerkezete

### Epesavszintézis
A koleszterin-7-α-hidroxiláz katalizálja az epesavak koleszterinből való klasszikus előállításának sebességmeghatározó lépését, a 7α-hidroxikoleszterin előállítását. Az epesavak tulajdonságai fontosak a hidrofób tápanyagok emésztéséhez és felszívásához.
Az epesavak erősen mérgezőek, például megbontják a membránt, és sok mechanizmus van mennyiségük korlátozására. A májban található farnezoid X-receptor felfedezése új ismereteket adott. Epesav általi aktivációja csökkenti a CYP7A1-expressziót a nem DNS-kötő kis heterodimer partner (SHP, NR0B2) expressziójának növelésével.

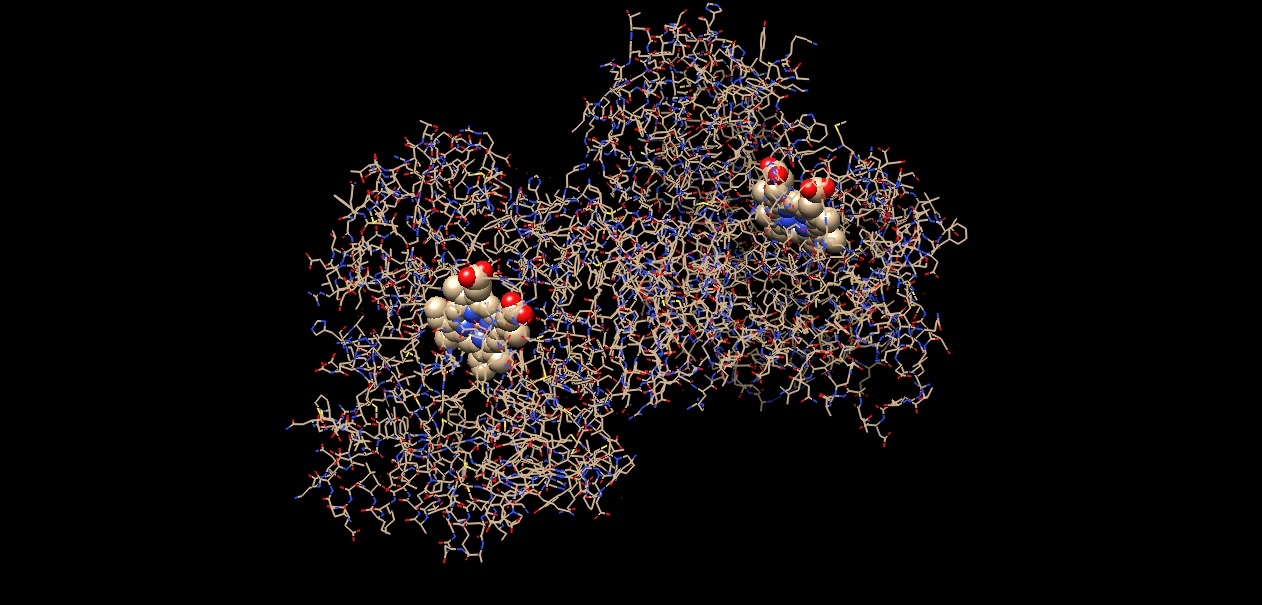
A koleszterin-7-α-hidroxiláz atomi szerkezete

A megnövekedett SHP-mennyiség a májreceptor-homológ (LRH) 1-gyel, a CYP7A1-transzkripció obligát faktorral való asszociációt okoz. Ezenkívül van a CYP7A1-expressziót gátló FXR/SHP-független mechanizmus. Ez az epesavak és májmakrofágok kölcsönhatását tartalmazza, mely citokinek expresszióját és szekrécióját okozza. Ezek a gyulladásos citokinek indukálják a tumornekrózis-faktor α-t és az interleukin-1β-t, és a máj parenchimális sejtjein hatva a CYP7A1 gén gyors represszióját okozzák.

### Szabályzás
A CYP7A1 szabályzása több szinten, például a szintézisén történik. Az epesavak, a szteroidhormonok, a gyulladásos citokinek, az inzulin és a növekedési faktorok a CYP7A1-transzkripciót a promoter 5’-régióján gátolják. Az enzim átlagélettartama 2–3 óra. Aktivitását a foszforiláció–defoszforiláció szabályozhatja.
A CYP7A1-et erősíti a máj-X-receptor (LXR) magas oxiszterolszint esetén. Ez növeli az epesavtermelést és csökkenti a hepatociták koleszterinszintjét.
A szterolszabályzóelem-kötő fehérjék (SREBP) csökkentik hatását alacsony koleszterinszint esetén.
Az epesavak visszacsatolásos CYP7A1-gátlást okoznak legalább két úton, melyek mindegyikében fontos az FXR. A májban az FXR-hez kötött epesavak indukálják az SHP-t, mely az LRH-1-hez köt, gátolva az enzim transzkripcióját. A bélben az epesavak/az FXR stimulálja az FGF15/19-et (fajtól függően), mely a májban az FGFR4 révén hormonként működik.

## Enzimmechanizmus

### Specificitás
Az enzimek fontos jellemzője a nagy specificitás. Adott szubsztrátra, reakcióra vagy mindkettőre lehetnek specifikusak, vagyis az enzimek minden reakciót katalizálnak, melyet a szubsztráton elvégezhetnek.
A koleszterin-7-α-hidroxiláz a koleszterint 7-α-hidroxikoleszterinné alakító reakciót katalizálja, redukálva az oxigént és oxidálva a koleszterint.

## Klinikai jelentősége
Az enzim hiánya növeli a koleszterin-epekövek valószínűségét.
A CYP7A1 zavara egerekben megnövekedett posztnatális halálozást vagy nagyobb szérumkoleszterinnel rendelkező enyhébb fenotípust okoz. Utóbbi hasonlít a humán esethez, ahol a CYP7A1-mutációk összefüggnek a magas plazma-LDL-, májkoleszterinszinttel és a csökkent epesav-exkrécióhoz. A plazma-alacsony sűrűségű lipoprotein-koleszterin (LDL-C) és a koszorúér-betegség (CAD) közt szinergia áll fenn. A glükózjelzés indukálja a CYP7A1-transzkripciót a hisztonacetiláció epigenetikai szabályzásával. Az epesavszintézis glükózindukciója fontos a glükóz-, a lipid- és az energia-homeosztázis metabolikus irányításában normál körülmények közt és diabétesz esetén is. A CYP7A1-rs3808607 és az apolipoprotein E (APOE) izoformák összefüggnek az LDL-koleszterin-szint csökkenésével növényi szterolok hatására, és lehetséges genetikai markerek lehetnek a növényi szterolok hatására történő maximális-LDL-koleszterin-csökkentéshez. A CYP7A1 genetikai variációi befolyásolják expresszióját, így befolyásolva az epekő és epehólyagrák kockázatát.
A fibrátok lipidcsökkentő hatását az enzim transzkripciójának inhibíciója mediálja. Ez növeli az epe koleszterintartalmát, mely az egyetlen koleszterinexkréciós mód. Azonban ez növeli a koleszterin epekő kockázatát.
A CYP7A1 feltehetően fontos a ketokonazol hepatotoxicitásában. A levoketokonazol 12-szer kevésbé gátolja az enzimet, és bizonyos indikációkra (például Cushing-szindróma) fejlesztik mint jobban tolerálható és biztonságosabb, kevésbé toxikus szert.

## Fordítás
Ez a szócikk részben vagy egészben  a   Cholesterol 7 alpha-hydroxylase című angol Wikipédia-szócikk ezen változatának fordításán alapul.  Az eredeti cikk szerkesztőit annak laptörténete sorolja fel. Ez a jelzés csupán a megfogalmazás eredetét és a szerzői jogokat jelzi, nem szolgál a cikkben szereplő információk forrásmegjelöléseként.